# Некопи
Некопи је насељено мјесто у граду Горажду, Босна и Херцеговина.

## Становништво
|         | 2013.       | 1991.        | 1981.        | 1971.        |
| Укупно  | 12 (100,0%) | 88 (100,0%)  | 126 (100,0%) | 163 (100,0%) |
| Бошњаци | 6 (50,00%)  | 23 (26,14%)1 | 32 (25,40%)1 | 49 (30,06%)1 |
| Срби    | 6 (50,00%)  | 65 (73,86%)  | 94 (74,60%)  | 114 (69,94%) |

1. 1 На пописима од 1971. до 1991. Бошњаци су пописивани углавном као Муслимани.